# Сосиска

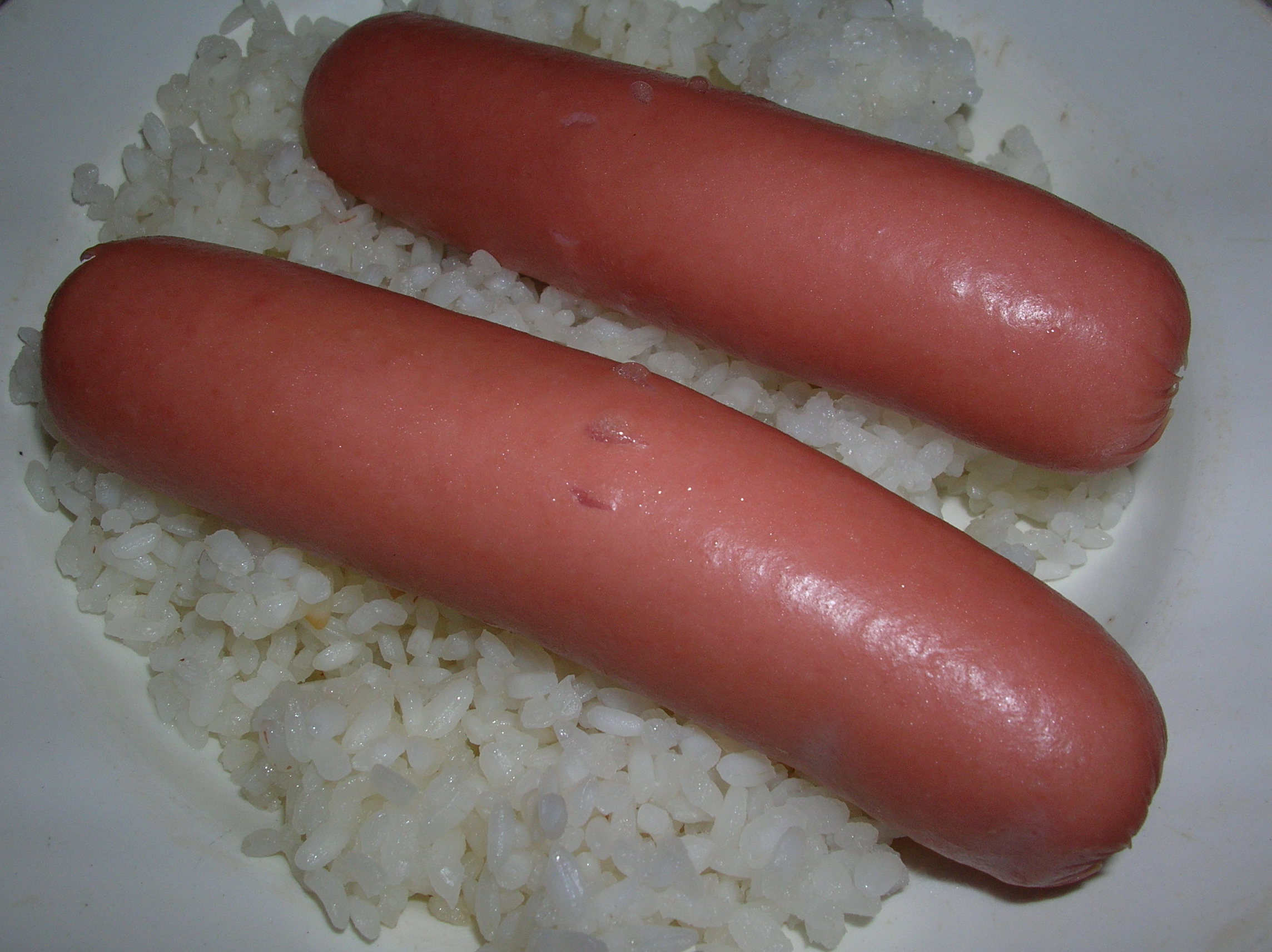
Варені сосиски з рисом

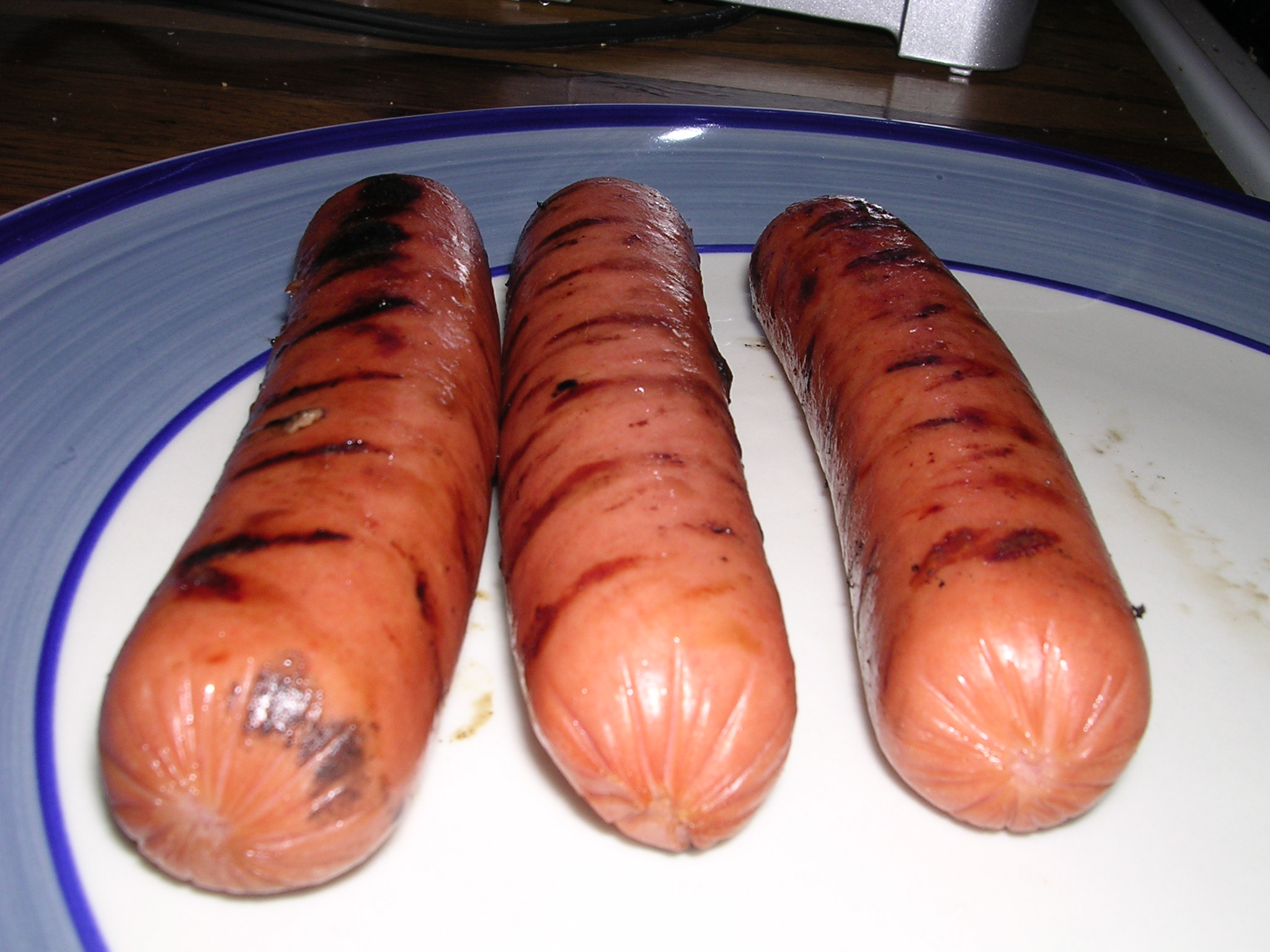
Сосиски після смажіння на грилі

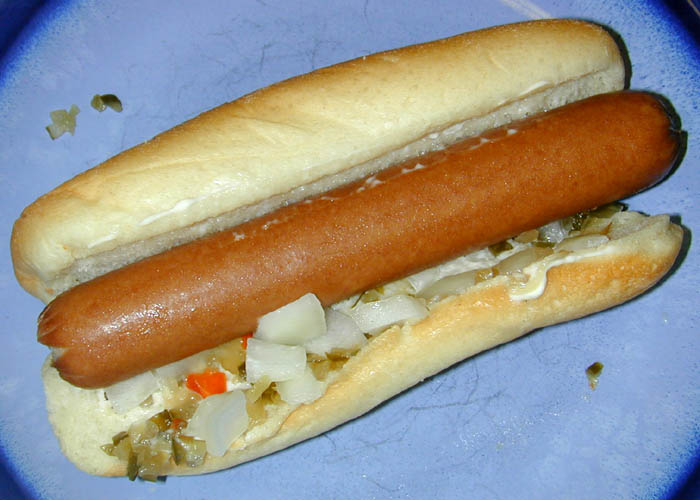
Сосиска в Хот-догу

Соси́ски — білковий продукт харчування довгастої циліндричної форми, який готується з м'яса або його замінників. На відміну від звичайної ковбаси зазвичай вживається після термічної обробки (варіння, смаження). Близькі до інших ковбасних виробів, таких як шпикачки. Товсті короткі сосиски називають сардельками.
Сучасні сосиски винайшов м'ясник Йоганн Ланер (1772–1845), який переїхав з Франкфурта до Відня, 13 листопада 1805 року. Питання про те, де саме винайдено сосиски (у Франкфурті чи Відні), залишається суперечливим. У Франкфурті сосиски виготовляються з середньовіччя, але у віденських сосисках вперше використали суміш яловичини і свинини — рецептура, за якою готуються сучасні сосиски.
Сосиски стали основним інгредієнтом німецької кухні.

## Способи приготування
- Сосиски закручують у вафлі з картопляним пюре і ці рулети засмажують у збитому яйці до золотистого кольору.
- Сосиски смажать у тісті. Виходять перепічки.[1]